# خانه بنی اردلان
خانه بنی اردلان مربوط به دوره قاجار - دوره پهلوی است و در بهار، چهارباغ شهید بهشتی، خیابان دکتر چمران، خانه بنی اردلان واقع شده و این اثر در تاریخ ۱ اردیبهشت ۱۳۸۸ با شمارهٔ ثبت ۲۶۵۹۳ به‌عنوان یکی از آثار ملی ایران به ثبت رسیده است.